# Tony Jackson
Anthony (Antonio) Jackson (New Orleans, 5 juni 1876 - Chicago, 20 april 1920) was een Amerikaanse blues- en jazzmuzikant (zang, piano) en componist.

## Biografie
Tony Jackson groeide op in armoedige omstandigheden. Al vroeg etaleerde zich zijn muzikaal talent. Op ongeveer 10-jarige leeftijd bouwde hij uit gevonden onderdelen een soort klavecimbel, omdat zijn familie zich geen piano kon permitteren. Op 13-jarige leeftijd begon Jackson in een honky-tonk piano te spelen. Op 15-jarige leeftijd telde hij voor velen als de beste pianist in New Orleans. Hij werd een van de meest voorgedragen entertainers in de uitgaanswijk Storyville. Naar verluidt kon hij elke melodie die hij hoorde, onthouden en spelen. Zijn repertoire bestond uit ragtime, cakewalk, actuele hits uit Noord- en Latijns-Amerika, Europa, blues en populaire klassieke nummers.
Rond 1912 verhuisde Jackson naar Chicago, waar hij speelde in bars en clubs. 
Zijn bekendste nummer was Pretty Baby, dat in 1916 voor de eerste keer op plaat verscheen. Diverse latere muzikanten, vooral Jelly Roll Morton, kenmerken Jackson als een van hun wezenlijk muzikale voorbeelden.

## Overlijden
Tony Jackson overleed in april 1920 op 44-jarige leeftijd aan de gevolgen van syfilis.
- Bibliothèque nationale de France: cb13921582b (data)
- Gemeinsame Normdatei: 1048547558
- International Standard Name Identifier: 0000 0000 3292 8816
- Library of Congress Control Number: n92083415
- MusicBrainz: 5d108f72-7a28-4020-a8d0-a25c3341868a
- Nationale Bibliotheek van Israël: 987007286163605171
- SNAC: w6br9pwv
- Virtual International Authority File: 23797873